# Banco de Tortosa
El Banco de Tortosa fue una entidad de crédito que se constituyó en Tortosa, en forma de sociedad anónima, el 29 de septiembre de 1881 con un capital social de 5 millones de pesetas.
Su primera sede fue la Casa Villoria (palacio Oliver de Boteller), frente al río Ebro, emplazamiento que abandonó en enero de 1894 para trasladarse a la calle del Templo esquina con Bonavista. Su primer presidente fue Manuel Porcar Tió.

## La expansión de la entidad. El verano de 1931
En 1920 el Banco de Tortosa (y también el Banco de Reus) pasaron a ser controlados por el Banco de Cataluña, entidad que protagonizó una sonada suspensión de pagos en julio de 1931.
Bajo la larga dirección de Pedro Blasi sin embargo la entidad tortosina se expandió. En 1922 ya estaba presente en Ulldecona y Vinaroz y continuó abriendo agencias y sucursales en Morella (8 de julio de 1923); Benicarló (2 de noviembre de 1925); Amposta (28 de agosto de 1927); Santa Bárbara, Cenia y San Carlos de la Rápita; Alcanar, Albocácer, Alcalá de Chivert y Benasal; Perelló, San Mateo y una sucursal en Chert (1931). También se implantaría en Cinctorres y el pueblo de Cherta.
En el mismo sentido el interés bancario por la zona crece y en 1928, en Tortosa, ya estaban implantados el Banco de España (febrero de 1903), la Caja de Pensiones para la Vejez y de Ahorros (septiembre de 1918), el Banco de Aragón (octubre de 1918), el Banco Central (noviembre de 1927), el Banco Comercial de Barcelona (diciembre de 1927) y el Banco Español de Crédito (julio de 1928). En les mismas fechas -1928- el Banco de Reus (1863-1932) estaba presente en las cercanas plazas de Gandesa, Mora de Ebro, Mora la Nueva, Flix y Batea y también en Calaceite y Valderrobres.
En 1930 el Banco de Tortosa disponía de cerca de 14,5 millones de pesetas en cuentas corrientes (frente a las poco más de 800 mil pesetas de la sucursal del Banco de España).
El 7 de julio de 1931 la noticia de la suspensión de pagos del Banco de Cataluña hizo extender los temores. En pocas horas de la oficina de Tortosa se retiró más de un millón de pesetas. La suspensión de pagos tuvo carácter de insolvencia provisional así que la entidad, previo convenio con sus acreedores, reanudó sus operaciones el día 15 de marzo de 1932 disponiendo de un capital de 8 millones de pesetas. José Ferrer Picó fue nombrado nuevo director.

## Posguerra y adquisición del banco
En la inmediata posguerra Joaquín Bau Nolla compró la mayoría de las acciones del Banco de Tortosa, el cual presidiría. La entidad —que se anunciaba en el programa de fiestas de Tortosa de 1947, 1948 y 1949— publicitaba tener sucursales en Albocácer, Alcalá de Chivert, Amposta, Benicarló, la Sénia, San Carlos de la Rápita, Sant Mateu, Santa Bárbara, Ulldecona y Vinaroz, es decir, Tortosa ciudad y diez poblaciones más: cinco catalanas y cinco del Bajo y Alto Maestrazgo. Una red con siete emplazamientos menos pero similar a la que se consiguió en 1931.
En 1951 Joaquín Bau vende las acciones al Banco Central y el 19 de julio de 1956, casi 75 años después de su fundación, el Banco de Tortosa es dado de baja del registro de Bancos y Banqueros.
Los archivos del Banco (1932-1959) se encuentran en el Archivo Histórico del Bajo Ebro.